# Cosmorama (kommun)
Cosmorama är en kommun i Brasilien.   Den ligger i delstaten São Paulo, i den södra delen av landet, 500 km söder om huvudstaden Brasília. Antalet invånare är 7 214.
Följande samhällen finns i Cosmorama:
- Cosmorama

Omgivningarna runt Cosmorama är en mosaik av jordbruksmark och naturlig växtlighet. Runt Cosmorama är det ganska glesbefolkat, med 29 invånare per kvadratkilometer.